# Love, Oh Love
Singles de Lionel Richie
My Destiny
(1992) Don't Wanna Lose You (en)
(1996)
Love, Oh Love est une chanson du chanteur américain Lionel Richie parue sur son album Back to Front. Elle est sortie le 16 novembre 1992 en tant que troisième et dernier single de l'album. La chanson est écrite et produite par Lionel Richie et coproduite par Stewart Levine. La chanson est également apparue sur les compilations The Definitive Collection et Gold.
La chanson a obtenu moins de succès par rapport aux singles précédents de l'album, Love, Oh Love atteint notamment le top 20 en Belgique et aux Pays-Bas, sans se classer dans le pays natal du chanteur.

## Liste de titres
| 1. | Love, Oh Love (Single Radio Edit) | 4:24 |
| 2. | Love Will Find a Way (LP Version) | 6:12 |

| 1. | Love, Oh Love (Single Radio Edit)      | 4:24 |
| 2. | Love Will Find a Way (LP Version)      | 6:12 |
| 3. | Zoom (par les Commodores / LP Version) | 3:48 |
| 4. | Love, Oh Love (LP Version)             | 5:47 |

## Classements hebdomadaires
| Classements (1992–93)                  | Meilleure position |
| -------------------------------------- | ------------------ |
| Allemagne (GfK Entertainment)          | 71                 |
| Belgique (Flandre Ultratop 50 Singles) | 13                 |
| Irlande (IRMA)                         | 25                 |
| Pays-Bas (Nederlandse Top 40)          | 15                 |
| Pays-Bas (Single Top 100)              | 15                 |
| Royaume-Uni (UK Singles Chart)         | 52                 |